# Faulbaum-Glasflügler
Der Faulbaum-Glasflügler (Synanthedon stomoxiformis) ist ein Schmetterling aus der Familie der Glasflügler (Sesiidae).

## Namen
Die Art kommt offenbar auf einer ganzen Reihe verschiedener Bäume und Sträucher vor und hat daher mehrere deutsche Bezeichnungen: Kreuzdorn-Glasflügler, Mispelhain-Glasflügler, Mispelstamm-Glasschwärmer.

## Merkmale
Die Falter haben durchsichtige Flügel, die nur an den Flügeladern, dem Diskalfleck und den Flügelrändern beschuppt sind. Sie erreichen eine Flügelspannweite von 22 bis 31 Millimetern. Die Vorderflügel sind sehr schmal, verbreitern sich nach dem Diskalfleck wieder ein wenig und sind am Ende abgerundet. An den Rändern sind sie schwarzbraun gefärbt. Die Fransen sind bräunlich. In der Mitte ist ein länglicher schwarzbrauner Diskalfleck zu erkennen, der vom Vorder- bis zum Hinterrand reicht. Die Hinterflügel haben eine schmale dunkle Saumbinde. Kopf, Fühler, Thorax und Abdomen glänzen blauschwarz bis schwarzbraun. Die Afterbüschel sind kräftig fächerförmig ausgebildet und von blauschwarzer Farbe. Auf den Flügeln und dem Abdomen findet sich eine rötliche Zeichnung und ein oder mehrere Hinterleibssegmente sind rötlich gefärbt.

## Unterarten
- Synanthedon stomoxiformis stomoxiformis (Europa, Kaukasus)
- Synanthedon stomoxiformis riefenstahli Špatenka, 1997 (Spanien)
- Synanthedon stomoxiformis amasina (Staudinger, 1856) (Kleinasien, Kaukasus, Nord-Iran)
- Synanthedon stomoxiformis levantina de Freina & Lingenhöle, 2000 (Levante)

### Ähnliche Arten
Die Art ist eine der größeren Arten. Ihre Mimikry ähnelt Wespen oder Geschlechtstieren der Waldameise. Die Zeichnung ähnelt beispielsweise Synanthedon formicaeformis.

## Geographische Verbreitung und Vorkommen
Die Art ist über Südeuropa und den südlichen Teil Mitteleuropas bis in den Nahen Osten verbreitet.

## Lebensweise
Die tagaktiven Falter fliegen in den Monaten Juni bis Juli. Besonders aktiv sind sie im Sonnenschein. Sehr gerne besuchen sie dann die Blüten verschiedener Pflanzen, beispielsweise diejenigen von Holunder (Sambucus), Kratzdisteln (Cirsium), Schneeball (Viburnum), Liguster (Ligustrum) oder Himbeere (Rubus idaeus).
Die madenförmigen Raupen leben ein- oder zweijährig an den Wurzeln von Faulbaum (Frangula alnus) und Purgier-Kreuzdorn (Rhamnus cathartica), sowie weiteren Holzgewächsen wie Mespilus germanica, Juglans regia, Prunus und Quercus-Arten. Im Frühjahr baut die Larve eine charakteristische Ausgangsröhre am Boden.